# NGC 7450
NGC 7450 is een spiraalvormig sterrenstelsel in het sterrenbeeld Waterman. Het hemelobject werd op 19 november 1876 ontdekt door de Duitse astronoom Ernst Wilhelm Leberecht Tempel.

## Synoniemen
- MCG -2-58-19
- MK 1126
- PGC 70252